# Прынгтоягун
Прынгтоягун — река в России, протекает по территории Пуровского района Ямало-Ненецкого автономного округа. Начинается в озере Пякуто на высоте 90,2 метра над уровнем моря, течёт в юго-восточном направлении среди болот и ягельников. Устье реки находится в 4 км от устья реки Янгъягун по левому берегу. В 3 км от устья, по левому берегу реки впадает река Нюча-Котутаяха. Длина реки составляет 15 км.

## Гидроним
Название происходит из лесного ненецкого языка, на котором звучит как Пыӆи’ то дяха и имеет значение 'река щучьего озера'.

## Данные водного реестра
По данным государственного водного реестра России относится к Нижнеобскому бассейновому округу, водохозяйственный участок реки — Пур. Речной бассейн реки — Пур.
Код объекта в государственном водном реестре — 15040000112115300055011.